# Večkoti
Večkoti so naselje v Občini Komen.